# Karel Michal Lanckoroński
Karel Michal hrabě Lanckoroński-Brzezie (Karl Michael Josef Graf von Lanckoroński-Brzezie / Karol Michał Józef hrabia Lanckoroński z Brzezia) (16. listopadu 1799, Vídeň – 16. května 1863, Vídeň) byl polský šlechtic, rakouský důstojník a dvořan. Po krátké službě v armádě působil u císařského dvora ve Vídni, kde nakonec zastával funkci nejvyššího komořího (1849–1863). Vlastnil rozsáhlé velkostatky na dnešní Ukrajině a byl rytířem Řádu zlatého rouna.

## Životopis

Erb rodu Lanckorońských

Pocházel ze starého polského šlechtického rodu připomínaného od 12. století, hraběcí titul pro Halič byl rodině potvrzen v Rakousku v roce 1783. Narodil se jako druhorozený syn hraběte Antonína Lanckorońského (1760–1830), císařského tajného rady a nejvyššího maršálka zemského sněmu v Haliči. Původně sloužil v armádě, v níž dosáhl hodnosti rytmistra, později dlouhodobě působil u císařského dvora, kde získal čestné hodnosti c. k. komořího a tajného rady. V letech 1849–1863 byl nejvyšším komořím císaře Františka Josefa, z titulu této funkce měl na starosti císařské umělecké sbírky a byl též ředitelem Dvorního divadla. V mnoha směrech byl propagátorem a mecenášem umění. Od zahraničních panovníků obdržel několik vyznamenání, byl nositelem pruského Řádu červené orlice, belgického Leopoldova řádu, portugalského Řádu Kristova a papežského Řádu svatého Řehoře Velikého. Byl též čestným občanem v Drážďanech. V roce 1852 byl jmenován rytířem Řádu zlatého rouna.
V roce 1832 se oženil s hraběnkou Adelaidou Mariannou ze Stadionu (1804–1885), sestrou významných politiků Františka Stadiona (1806–1853) a Rudolfa Stadiona (1808–1882). Adelaida byla později dámou Řádu hvězdového kříže. Manželství zůstalo bez potomstva.
Po rodičích byl dědicem rozsáhlých panství v Polsku a na dnešní Ukrajině (Jagielnica, Rozdoł, Strusiv). Protože zemřel bez mužských potomků, statky zdědil synovec Karel Lanckoroński (1848–1933), který vynikl jako cestovatel, archeolog, spisovatel a v letech 1913–1916 též císařský nejvyšší komoří.